# Motion Picture & Television Country House and Hospital
Das Motion Picture & Television Country House and Hospital ist ein Seniorenzentrum und Pflegeheim am Mulholland Drive in Los Angeles. Die aus mehreren Wohngebäuden und einem Krankenhaus bestehende Einrichtung ist ausschließlich Personen der Film- und Fernsehindustrie vorbehalten und wird vom Motion Picture & Television Fund finanziert.

## Geschichte
Das Gelände des Motion Picture & Television Country House and Hospital wurde 1940 vom Motion Picture & Television Fund-Mitbegründer Jean Hersholt erworben, um darauf eine Residenz für pensionierte Filmschaffende zu errichten. Die von William Pereira entworfene Anlage wurde am 27. September 1942 in Anwesenheit von Jean Hersholt und Mary Pickford eröffnet. Das dazugehörige Krankenhaus wurde 1948 eröffnet.
Die Einrichtung kann lediglich von Personen der Film- und Fernsehindustrie genutzt und bewohnt werden. Unter den Bewohnern befanden sich sowohl große Filmstars als auch Personen, die nur hinter der Kamera oder als Statisten tätig waren und deswegen weniger bekannt sind. Der Preis für die Unterbringung in der Einrichtung richtet sich nach dem Vermögen der Bewohner. Filmschaffende ohne große finanzielle Mittel dürfen die Einrichtung beispielsweise kostenlos bewohnen. Das jährlich von Spenden des Motion Picture & Television Fund finanzierte Budget des Motion Picture & Television Country House and Hospital beträgt 120 Millionen Dollar.
Im Januar 2009 kündigte Jeffrey Katzenberg als Vorsitzender die Schließung des Motion Picture & Television Country House and Hospital an, weil der Motion Picture & Television Fund durch die Einrichtung jährlich zehn Millionen verlor und eine Insolvenz des Unternehmens gedroht hätte. Die Nachricht der drohenden Schließung zog ein großes Medienecho sowie Petitionen gegen eine Schließung nach sich. Zu den prominenten Befürwortern einer Weiternutzung der Anlage gehörten John Schneider und David Carradine.
Durch das anhaltende Medienecho entschied sich die Einrichtung gegen eine Schließung des Motion Picture & Television Country House and Hospital. In den Folgejahren verbesserte sich die finanzielle Lage der Einrichtung wieder. Im Dezember 2015 spendete der Schauspieler Kirk Douglas anlässlich seines 99. Geburtstags 15 Millionen Dollar für den Bau eines zusätzlichen Gebäudes für bis zu 80 Bewohner mit Alzheimer. Bereits in den Jahren zuvor hatte Douglas immer wieder hohe Summen an die Einrichtung gespendet. Zu den weiteren Unterstützern gehören Jodie Foster und George Clooney.
Während der COVID-19-Pandemie in den Vereinigten Staaten 2020 erkrankten im April 2020 eine Reihe von Bewohnern und Pflegekräften an SARS-CoV-2. Mehrere von ihnen starben, darunter der Schauspieler Allen Garfield, die Animatorin Ann Sullivan, der Kameramann Allen Daviau und der Filmproduzent Joel Rogosin.

## Prominente Bewohner (Auswahl)

### Bewohner
- Anthony Lawrence

### Ehemalige Bewohner
- Bud Abbott
- Rodolfo Acosta
- Eddie Anderson
- Gilbert M. Anderson
- Jack Arnold
- Mary Astor
- Jeanne Bates
- Monta Bell
- Sally Benson
- Whit Bissell
- Betty Blythe
- DeWitt Bodeen
- Eileen Brennan
- Evelyn Brent
- Johnny Mack Brown
- Vanessa Brown
- Virginia Bruce
- Bruce Cabot
- Michael Callan
- Mary Carlisle
- Walter Catlett
- Mae Clarke
- Pinto Colvig
- Chester Conklin
- Joe Connelly
- Ellen Corby
- Wendell Corey
- Maurice Costello
- Nick Cravat
- Donald Crisp
- Robert Cummings
- Viola Dana
- Jane Darwell
- Dorothy Davenport
- Allen Daviau
- Yvonne De Carlo
- Joe DeRita
- Brian Donlevy
- Diana Dill
- Douglass Dumbrille
- Minta Durfee
- Herb Edelman
- Cliff Edwards
- Tom Ewell
- Franklyn Farnum
- Dorothy Fay
- Maude Fealy
- Norman Fell
- Edith Fellows
- Stepin Fetchit
- Larry Fine
- Max Fleischer
- Richard Fleischer
- Bess Flowers
- Helen Forrest
- Douglas Fowley
- Annette Funicello
- Zsa Zsa Gabor
- Allen Garfield
- Peggy Ann Garner
- Anita Garvin
- Hoot Gibson
- James Gleason
- Harold Gould
- Lita Grey
- Virginia Grey
- Edmund Gwenn
- Anne Gwynne
- Sara Haden
- Julius Harris
- Dell Henderson
- Curly Howard
- Rose Hobart
- Arthur Hunnicutt
- Wilfrid Hyde-White
- Frieda Inescort
- Richard Jaeckel
- Marcia Mae Jones
- Allyn Joslyn
- DeForest Kelley
- Patsy Kelly
- Edgar Kennedy
- Andrea King
- James Kirkwood
- Patric Knowles
- Stanley Kramer
- Otto Kruger
- Charles Lamont
- Elsa Lanchester
- Laura La Plante
- Mitchell Leisen
- Geoffrey Lewis
- Edmund Lowe
- Joanne Linville
- John Litel
- Katherine MacGregor
- Ken Maynard
- Pat McCormick
- Ralph Meeker
- Bess Meredyth
- Dolores Moran
- Karen Morley
- Joel McCrea
- Hattie McDaniel
- Jack Mulhall
- Mae Murray
- George Nader
- Arthur O’Connell
- Donald O’Connor
- Harry Oliver
- Susan Oliver
- Jean Parker
- Louella Parsons
- Edna Purviance
- Norman Reilly Raine
- Jobyna Ralston
- Anne Ramsey
- Helen Reddy
- Madlyn Rhue
- Blossom Rock
- Joel Rogosin
- Leonard Rosenman
- Theresa Saldana
- Ann Savage
- Connie Sawyer
- Dorothy Sebastian
- Mack Sennett
- Norma Shearer
- Allan Sherman
- Vincent Sherman
- Jay Silverheels
- Ronald Sinclair
- Hal Smith
- Kent Smith
- William Smith
- Gale Sondergaard
- Jan Sterling
- George E. Stone
- Harold J. Stone
- Madame Sul-Te-Wan
- Ann Sullivan
- Hope Summers
- Grady Sutton
- Richard Sylbert
- Ruthie Tompson
- Regis Toomey
- Audrey Totter
- Forrest Tucker
- Edgar G. Ulmer
- Jan-Michael Vincent
- H. B. Warner
- Johnny Weissmüller
- Lyle R. Wheeler
- Estelle Winwood
- Alan Young
- Clara Kimball Young

## Dokumentation
2019 wurde die Dokumentation Sunset over Hollywood von Uli Gaulke in die Kinos gebracht. Hier wurden Bewohner in ihrem Alltag porträtiert, darunter Connie Sawyer und Wright King.